# زاکاری البوزیدی
زاکاری البوزیدی (عربی: البوزيدي، آوانگاری: ʾalbuzīdī؛ زادهٔ ۵ آوریل ۱۹۹۸) بازیکن فوتبال اهل جمهوری ایرلند است.
از باشگاه‌هایی که در آن بازی کرده‌است می‌توان به باشگاه فوتبال وست برومویچ آلبیون اشاره کرد.